# 国際自然環境アウトドア専門学校
国際自然環境アウトドア専門学校（こくさいしぜんかんきょうアウトドアせんもんがっこう）とは、新潟県妙高市原通にある私立専修学校。運営主体は学校法人国際総合学園。フィールドワーク型の授業と実習を多くカリキュラムに取り入れている。山岳プロ学科と野外教育学科は公益社団法人日本山岳ガイド協会の課程認定校となっており、それぞれ登山ガイド・ステージⅡ、自然ガイド・ステージⅡの資格を取得することができる。

## 所在地
- 新潟県妙高市原通70

## 学科
- 野外教育アウトドアスポーツ学科（3年制）
- キャンプビジネス学科（2年制）
- 自然ガイド・環境保全学科（3年制）
- 自然環境保全学科（2年制）
- 山岳プロ学科（3年制）
- アウトドアプロインストラクター学科（2年制）